# I ragazzi della 3ª C
I ragazzi della 3ª C è una serie televisiva italiana, trasmessa in prima visione da Italia 1 a partire dal 13 gennaio 1987 e fino al 23 maggio 1989.

## Trama
La serie tv, ambientata nell'Italia degli anni ottanta, racconta le vicende di una classe dell'immaginario liceo "Giacomo Leopardi" di Roma nel corso dell'anno scolastico. Anche se la classe è composta da circa una ventina di studenti, la serie è incentrata sulle vicende di nove di essi, mentre gli altri sono delle semplici comparse. Oltre ai componenti della classe, la serie è animata da altri personaggi di contorno, in particolare da un paio di professori, dai genitori di alcuni alunni, dal barista nel cui locale i ragazzi si ritrovano, dal cartolaio di fiducia e dagli studenti della sezione F con cui sono in competizione.

## Personaggi

### Gli studenti
Vista la natura comica della serie, i protagonisti sono piuttosto particolari ed eccentrici, spesso legati all'uso di caratteristiche espressioni ricorrenti, alcune delle quali sarebbero diventate dei veri e propri "tormentoni".
- Enrico "Chicco" Lazzaretti – Chicco è il carismatico trascinatore della classe ed il suo studente più anziano, eterno ripetente.
- Bruno Sacchi – Bruno è un ragazzo grosso e mammone, esageratamente coccolato dai suoi genitori e poco esperto del mondo esterno.
- Massimo Conti – Massimo è il belloccio e sportivo del gruppo. È grande amico di Chicco, ma talvolta è in contrasto con lui poiché entrambi sono attratti da Sharon Zampetti.
- Sharon Zampetti – Bella e ricca figlia di un industriale milanese (nell'ambito dei salumi), è la più snob della compagnia.
- Daniele Rutelli – Fidanzato di Rossella, simpatico e affettuoso, arriva in classe sempre in ritardo e tende sempre a dormire.
- Rossella Schnell – Forse la più normale fra i protagonisti, è l'eterna fidanzata di Daniele.
- Benedetta Valentini – La bella dark, appassionata di letteratura, arte, cinema orientale, specialmente coreano, film horror, occultismo, cucina alternativa e meditazione. Ripete ossessivamente la frase "che angoscia".
- Elias e Tisini – Sono le "secchione" della classe e per questo vengono derise dagli altri studenti, in particolare da Chicco, a cui rispondono quasi sempre con "Quanto sei cretino, carino!" (dove "carino" è pronunciato solo da Tisini). Non si conoscono i loro nomi, essendo sempre chiamate per cognome, anche dai compagni. Solo nell'ultima puntata della terza serie dicono di chiamarsi Mimmi e Lalla ma, data la trama della puntata, potrebbero essere nomi inventati.
- Umberto Ricci – Personaggio secondario che appare solo nella prima stagione, è un ragazzo spettinato, di lui si sa pochissimo e raramente ha qualche battuta o viene chiamato dai professori.
- Woodstock – Personaggio secondario che appare solo nella seconda stagione (nei fatti sostituisce Ricci), è un ragazzo perennemente spettinato e dall'aria stralunata. Nell'episodio "Scuola Guida", si scopre che il cognome del personaggio è lo stesso di quello dell'attore, ovvero "Reale".

Gli altri studenti della classe sono personaggi praticamente ininfluenti, che raramente hanno un ruolo negli episodi, anzi un confronto tra la prima e la seconda serie dimostra che le comparse non sono sempre state le stesse.
Si ricorda appena, nella prima stagione, un ragazzo con gli occhiali, interpretato dal figlio d'arte Andrea Garinei che, talvolta, recita qualche battuta. Nel primo episodio sono inoltre inserite alcune scene in cui appare un compagno di classe, tale Cresti, che in seguito non comparirà più. Nel secondo episodio è invece nominata in un'interrogazione di latino la ragazza che occupa il primo banco al centro, Petrazzuoli. Nell'episodio "Rossella's baby" è invece una ragazza bionda (anch'essa mai presente negli altri episodi, con eccezione dell'episodio pilota) a recitare qualche battuta.
Nella seconda serie, nella prima puntata La settimana bianca, all'arrivo in albergo vengono nominate le alunne D'Angelo e Sbaligia; durante la puntata Il mistero della merendina sono invece nominati gli alunni Aleandri, Belletti e Bortolazzi (che recitano una battuta a testa), citati anche in Il professore cerca casa.

### Altri personaggi
- Amalia e Spartaco Sacchi, i premurosi genitori di Bruno.
- Il professore di italiano – il professore più presente nella serie, severo e arcigno non esita a prendere di mira Chicco e Bruno con voti estremamente bassi.
- Commendator Camillo Zampetti – Il padre di Sharon, industriale milanese nel ramo degli insaccati; mal sopporta la presenza di Chicco nella vita di sua figlia, tanto da rivolgersi spesso a lui con l'epiteto "animale".
- La Signora Annabella Zampetti – moglie del Commendator Camillo e madre di Sharon, ha un ruolo prevalentemente di contorno; nell'episodio La Recita scopriamo che si chiama Annabella (proprio come l'attrice che la interpreta, Annabella Schiavone).
- Totip – Il gestore del bar, che prende il nome da un famoso gioco a pronostici dell'epoca, dove i ragazzi trascorrono il loro tempo dopo la scuola. Nella prima puntata della prima stagione, Chicco gli si rivolge chiamandolo "Gano"; nell'episodio "Il giornalino di classe" Sharon gli fa pubblicità chiamandolo Matteo; nell'episodio "Il derby" si scopre che il suo nome è Enio Marchini e viene da Pistoia.
- Ciro – Il cartolaio di fiducia dalla pronuncia ciociara. Una gag ricorrente è quella in cui riesce a vendere un sacco di cose inutili a Bruno. Dotato di gran parlantina, ripete spesso, soprattutto a Bruno, la frase 'sei in una botte de fero'.
- Aziz – Il cameriere di colore di casa Zampetti, spesso viene coinvolto dai ragazzi nelle loro iniziative.
- Mazzocchi – È uno studente della 3ª F, classe in perenne competizione con la 3ª C.
- Lele – L'altro leader della 3ª F. Insieme a Mazzocchi e come lui, è acerrimo nemico di Chicco Lazzaretti. Nella prima stagione viene chiamato Fefè e non Lele.
- Antonello Bufalotti, detto Puccio – Un amico di Chicco, che come lui è stato un pluriripetente e che tenta di arrangiarsi con lavori estemporanei.
- Mauro – Tuttofare, cugino di Puccio; prende il suo posto nella terza stagione. Comunica ai ragazzi che Puccio è stato arrestato.
- Joan - Americana ospitata da Chicco nell'episodio 5 stagione 1, interpretata da Annabelle Larsen.

## Episodi
La serie è durata tre stagioni, per un totale di 33 episodi, trasmessi dal 1987 al 1989 su Italia 1. 
| Stagione         | Episodi | Prima TV |
| ---------------- | ------- | -------- |
| Prima stagione   | 11      | 1987     |
| Seconda stagione | 11      | 1988     |
| Terza stagione   | 11      | 1989     |

## Colonna sonora
La prima stagione presentava due sigle diverse. In apertura vi era Fire Lady di Christal (M. De Martino – S. Rava), brano appartenente al genere dell'italo disco anni ottanta, ma che non aveva alcun riferimento al telefilm.
La sigla di chiusura si intitolava Un giro nel cuore (E. Vanzina – A. Martelli). È l'unica sigla su cui sia stato costruito un videoclip, mentre le altre erano montate su scene tratte dagli episodi: la canzone era una dichiarazione d'amore di Elias verso Bruno, che però non trova alcun riscontro nelle tre stagioni. Nel video è proprio Elias a cantare, mentre gli altri personaggi eseguono il coro. Durante la prima stagione si poteva sentire molto spesso un tema scritto da Augusto Martelli; tale brano era la versione strumentale della sigla del cartone animato "Mr. T", in onda in quegli anni sul circuito Italia 7.
La sigla della seconda stagione è Studiare in jeans, brano che è rimasto nell'immaginario collettivo per via di un riff di sax e del testo, in cui gli studenti auspicano di avere delle star della musica e dello spettacolo al posto dei professori. Il ritornello della sigla recitava "Studiare in jeans c'est plus facile", prendendo in prestito lo slogan dello spot del Sanbitter, molto in voga in quegli anni, tanto da divenire un tormentone d'uso comune.
La sigla della terza stagione non è mai stata commercializzata. Nonostante a volte venga erroneamente chiamata "Joe disumano rock", questo è in realtà il titolo del brano che è possibile ascoltare nell'episodio della seconda stagione A Carnevale ogni scherzo vale, ed è contenuto nel lato B del 45 giri di "Studiare in jeans" e non il titolo della sigla della terza stagione. Le musiche originali di commento sono state scritte e realizzate da SimonLuca. Nel 2021 durante un'intervista su RadioAnimati, il cantante Ricky Belloni ha confermato di essere l'interprete della sigla della terza stagione. Ulteriori ricerche effettuate da RadioAnimati hanno fatto emergere che il titolo esatto del brano è "Trenta e lode" ed è stato scritto da Augusto Martelli per la musica resta invece ignoto l'autore del testo.

## Galleria d'immagini

Fabio Ferrari interpreta Enrico "Chicco" Lazzaretti
Fabrizio Bracconeri interpreta Bruno Sacchi
Renato Cestiè interpreta Massimo Conti
Sharon Gusberti interpreta Sharon Zampetti
Giacomo Rosselli interpreta Daniele Rutelli
Claudia Vegliante interpreta Rossella Schnell
Nicoletta Elmi interpreta Benedetta Valentini
Stefania Dadda interpreta Elias e Francesca Ventura Tisini

## Produzione
In un primo momento, la regia della serie era stata affidata a Neri Parenti, ai tempi famoso soprattutto per la fortunata serie di Fantozzi. Il suddetto riuscì a girare soltanto la puntata pilota, ideata per convincere i vari finanziatori del prodotto, dimostrandosi successivamente contrario alla scelta caduta sull'attore Fabio Ferrari. Per motivi ancora sconosciuti, Parenti lasciò la produzione per dare spazio al figlio d'arte Claudio Risi.
Tra gli autori vi sono anche Federico Moccia (prima stagione) e Diego Cugia (seconda stagione).
L'edificio che veniva utilizzato per le riprese esterne del liceo Giacomo Leopardi esiste realmente ed è tutt'oggi una scuola, il liceo scientifico Morgagni in Via Fonteiana 125 a Roma. Gli interni sono stati invece girati presso l'"I.T.C.S. Piero Calamandrei" in Via Carlo Emery 97, sempre a Roma.
La villa del Commendator Zampetti nella finzione filmica si trova ai Parioli, nella realtà è nel comprensorio privato dell'Olgiata.

## Distribuzione

### Home video
Dalla primavera del 2004 la prima stagione è disponibile sul mercato home video in un cofanetto da 4 DVD distribuito da Eagle Pictures, seguito da altri due cofanetti con le stesse caratteristiche contenenti seconda e terza stagione, uscite contemporaneamente un anno e mezzo dopo. A differenza delle repliche televisive, in cui sono state eliminate le scene in cui appaiono i marchi degli sponsor, gli episodi contenuti nei DVD sono tutti in versione integrale. Tra agosto e dicembre 2007, le tre stagioni sono state distribuite in vendita nelle edicole, a cura della Fabbri Editori, in 16 DVD con uscita prima quindicinale e poi settimanale.

## Pubblicità all'interno del telefilm
Quando ancora la legge non regolamentava spot e promozioni all'interno di programmi per la tv, poteva capitare che alcune produzioni a basso costo, come questa, si sponsorizzassero inserendo al loro interno dei marchi pubblicitari. Tali prodotti erano presentati come veri e propri sponsor anche prima della sigla iniziale e, durante l'episodio, il marchio veniva pronunciato a gran voce. Marchi comuni a tutte le stagioni erano: il Totip, di cui veniva regolarmente mostrato il marchio, oltre al fatto che era il soprannome del barista, e lo spumante Riccadonna visibile soprattutto nel bar di Totip (il marchio o la bottiglia).
Nella prima stagione, in ogni episodio, Chicco compariva a bordo di una Opel Corsa (tranne che nell'episodio "Tutti al mare" dove guida una Opel Kadett) e sia lui che i passeggeri non dimenticavano mai di esaltarne le caratteristiche. In una divertente scena della prima stagione, tratta dalla puntata "Le elezioni scolastiche", Chicco si presenta sotto casa di Bruno e dalla sua auto escono ben otto persone. All'uscita dalla macchina, Daniele esclama: "È Incredibile! Questa macchina sembra un pullmino!" (riferendosi ovviamente alla capienza, come poi ribadito da Chicco). Rivedendo la scena, si riesce a notare, attraverso il parabrezza, che per permettere questa gag sono stati tolti i sedili posteriori e i ragazzi sono stipati come delle sardine. Sempre nella prima stagione, in ogni episodio c'era almeno una scena in cui i ragazzi, in particolare Sharon, mangiavano un cornetto Algida, di cui veniva citato lo slogan "cuore di panna". Altri marchi mostrati nella prima stagione sono: Vespa Piaggio (motoveicoli), Simmenthal (carne in scatola), Chicco (articoli per bambini), Benetton (abbigliamento), Timberland (abbigliamento), Diadora (abbigliamento), Invicta (zaini e borse), Americanino (abbigliamento), Frank Scozzese (abbigliamento), Lion (snack), Coca Cola (bevande), Big Babol (gomma da masticare), Chesterfield (sigarette), Yamaha (motoveicoli), Polaroid (macchine fotografiche), Martini (liquori), Seven Up (bevande), Barilla (alimentari), IP (prodotti petroliferi), Postalmarket (vendite per corrispondenza), Kleenex (fazzoletti di carta), Ford Transit (autoveicoli).
Nella seconda stagione, invece, lo sponsor ufficiale è lo snack Raider, che cambierà nome in Twix nel 1991. A questo prodotto era anche legato un gioco a premi: per parteciparvi era necessario indicare quale personaggio riceveva tale snack all'interno della puntata della settimana in corso. Altri sponsor sono subentrati nella seconda stagione: la "One O One", bevanda prodotta dall'italiana Sanpellegrino, la marca di orologi Hip Hop prodotti dalla Swatch, le scarpe Hogan e l'Aprilia (motoveicoli), con cui Daniele sostituisce la sua sgangherata Vespa, Lacoste (abbigliamento), Levi Strauss (abbigliamento), Avirex (abbigliamento), Invicta (zaini e borse), Tartufon Motta (dolce), Philips (elettronica ed elettrodomestici), Adidas (abbigliamento).
Nella terza stagione le pubblicità sono state meno incisive perché i prodotti erano solo mostrati, quasi mai nominati. Accanto alla One O One, ritornano il cornetto Algida e la Vespa; Chicco cambia auto con una Peugeot. A questi si aggiungono Lotto (abbigliamento) Impulse (profumo), Clear (shampoo), Suzuki (motoveicoli), Bitter Sanpellegrino (bevande).
Altri marchi sono stati citati col nome, con lo slogan o con una parodia (come nell'episodio "Tele 3ª C"), ma i prodotti non sono stati mostrati: Amaro Ramazzotti (liquore), Glenlivet Ramazzotti (Whisky), Kraft (alimentari), Control (profilattici), Lines (pannolini), Esso (prodotti petroliferi), Naj-Oleari (abbigliamento), Voiello (pasta), Fiorucci (salumi), Ciocorì (snack), Mister Verde (detergente per sanitari), Permaflex (materassi), Amaro Montenegro (liquore), Dino Erre (camicie), Dash (detersivo), Amaro Averna (liquore), Telefunken (televisori), the Lipton, Ferrarelle (acqua minerale), Simac (elettrodomestici), Aiazzone (arredamento), Mastro Lindo (detergente per piatti), Black & Decker (strumenti per lavoro), tic tac (caramelle), Cuore (olio per cucina), Gucci (abbigliamento e accessori), Glen Grant (liquore), Lavazza (caffè), Knorr (alimentari), Saiwa (biscotti e crackers), Five (agenzia viaggi), Balocco (dolci), Bistefani (dolci), Agip (prodotti petroliferi), Montenegro (liquori), Pomì Parmalat (passata di pomodoro), Scottex (carta per cucina), Saila Menta (caramelle), Vidal (bagno schiuma), Galletto Amburghese Valle Spluga (alimentari), Valtur (agenzia viaggi), Denim (dopobarba), Alka Seltzer Bayer (digestivo), Crodino (aperitivo), Sole (detergenti), Vim (detersivo), Rex (elettrodomestici), Vov (liquore), Pinot Cinzano (spumante), Kimbo (caffè), Coccolino (ammorbidente per lavatrice), Perlana (ammorbidente per lavatrice), Findus (surgelati), Alpenliebe (caramelle), Heineken (birra), Pirelli (gomme per pneumatici), Stock 84 (liquori), Pasta del Capitano (dentifricio), Golia (caramelle liquirizia), Svelto (detergente per piatti), Rio Mare (tonno in scatola), Scavolini (cucine), Del Monte (frutta esotica).
Quando il telefilm ha iniziato ad essere replicato, le inquadrature sul marchio Raider sono state in gran parte camuffate o eliminate, mentre gli altri sponsor e marchi non hanno subito alcuna censura, alcuni perché ormai fuori produzione, altri perché troppo presenti in alcune scene per essere eliminati. Nella puntata della terza serie "Colpo Grosso Al Liceo Leopardi", è inoltre visibile il gagliardetto del Campionato mondiale di calcio 1990, che avrebbe avuto luogo l'anno successivo.

## Possibili sequel
Per molti anni si sono rincorse le voci su un'eventuale quarta stagione, che avrebbe visto i ragazzi ritrovarsi dopo 20 anni, la più concreta avvenne nel 1998 (cioè quasi 10 anni dopo la conclusione del telefilm) quando Fabio Ferrari e alcuni degli altri protagonisti del telefilm (tra cui Bracconeri e Cestiè) furono contattati da un impresario romano che era intenzionato a produrre una nuova stagione del telefilm (col titolo Terza C Disco Club), soltanto che, dopo aver versato loro un anticipo, l'impresario scomparve. Successivamente ci fu un altro tentativo per produrre la quarta serie che, dopo un iniziale interesse, si arenò per mancanza di fondi.

## Incongruenze
- Nella prima stagione Bruno dice di essere tifoso della Lazio, ma nella seconda e nella terza lo vediamo esserlo della Roma.
- La sigla di coda della prima stagione non prevede Sharon Zampetti: al posto suo c'era un'altra attrice mora che nella puntata pilota faceva parte del cast.
- Nella seconda stagione, il presidente della commissione degli esami di maturità si presenta come Amilcare Giovanardi, mentre nella terza serie si chiama Bertacchi.
- Il commendatore Zampetti inizialmente si dichiara tifosissimo dell'Inter (lo si nota quando ha una diatriba calcistica col padre di Bruno, con entrambi che inneggiano rispettivamente all'Inter e alla Roma), mentre successivamente (come nella seconda puntata della seconda stagione, "Il derby") si professa tifoso milanista, come era infatti nella realtà l'attore Guido Nicheli.
- Nella puntata "Scuola Guida" della seconda stagione, Woodstock afferma di abitare ad Ostia, quando nell'episodio "Il mistero della merendina" la sua casa appariva di fronte al bar di Totip.
- Durante gli esami di maturità, il presidente legge tutte le tracce, ma passa dalla seconda alla quarta senza mai citare la terza.
- Nei titoli di testa della sigla della terza stagione l'attore Enio Drovandi è nominato erroneamente "Ennio".